# ATP Recordings
Pour les articles homonymes, voir ATP.
ATP Recordings est un label musical britannique fondé en 2001 par Barry Hogan. Initialement créé pour publier des collections dédiées au festival de musique All Tomorrow's Parties, il a ensuite commencé à publier également des albums de groupes tels que Threnody Ensemble , Bardo Pond , The Magic Band , Jackie-O Motherfucker, Deerhoof , White Out, The Drones et Autolux.